# آبه یوجی
آبه یوجی (انگلیسی: Yuji Abe؛ زادهٔ ۱۴ اوت ۱۹۵۸) هنرپیشه، و روزنامه‌نگار اهل ژاپن است.